# Equações de Bogomolny
Em matemática, as equações de Bogomolny para monopólos magnéticos são as equações FA = *DAφ, onde FA é a curvatura de uma conexão A em um fibrado G sobre uma variedade tridimensional M, φ é uma seção do fibrado adjacente correspondente e * é o operador estrela de Hodge em M. Essas equações são nomeadas em homenagem a E. B. Bogomolny.
As equações são uma redução dimensional das equações auto-duplas de Yang-Mills em quatro dimensões e correspondem aos mínimos globais da ação apropriada. Se M estiver fechado, existem apenas soluções triviais (isto é, planas).